# 15 cm K (E)
15 cm Kanone in Eisenbahnlafette, в сокращении 15 cm K (E) (нем. 15-см орудие на железнодорожном лафете) — немецкое 150-мм железнодорожное орудие, использовавшееся во Второй мировой войне. Впервые произвело выстрелы во время боёв во Франции и Бельгии. Первое железнодорожное орудие Третьего Рейха, которое отвечало требованиям немецкой армии.

## Дизайн
Это железнодорожное орудие было первым орудием Третьего рейха, разработанным для вермахта. Пушка была установлена на обычный лафет, смонтированный на огромную платформу с четырьмя стабилизаторами. Они срабатывали при выстреле и значительно уменьшали отдачу. Стволом чаще всего являлся устаревший ствол 15 cm Schnelladekanone L/40. Всего было изготовлено 18 таких железнодорожных орудий.

## Снаряды
Классическим снарядом был снаряд 15 cm K Gr 18 массой 43 кг с зарядом тротила в 5,68 кг. Использование специальных снарядов для разрушения укреплений было также возможно — таковым являлся 15 cm Gr 19 Be массой 43,5 кг с зарядом тротила в 4,8 кг с закруглённой боеголовкой. Снаряды могли развивать скорость от 600 до 805 м/с в зависимости от типа.

## Боевая служба
На 1 сентября 1939 года в Вермахте числилось 4 пушки, столько же их значилось и в июне 1941 года. Первые выстрелы из орудий прозвучали 20 мая 1940 во время обстрела Льежа. Большую часть времени 2 орудия 655-й артбатареи провели в Бельгии, обороняя побережье от кораблей Великобритании и Франции.